# Лыжино (Омская область)
Лыжино — упразднённая деревня в Любинском районе Омской области. Входила в состав Тавричанского сельсовета. Исключена из учётных данных в 1978 г.

## География
Располагалась на у высохшего безымянного озера, в 5 км (по прямой) к юго-западу от села Тавричанка.

## История
Основана в 1908 г. В 1928 году посёлок Лыжинский состоял из 83 хозяйств. В административном отношении входил в состав Таврического сельсовета Любинского района Омского округа Сибирского края. До 1958 г. являлась отделением колхоза «Красное Знамя», после, до 1968 г. бригада № 5 колхоза «Красный Октябрь».

## Население
По переписи 1926 г. в посёлке проживало 432 человека (200 мужчин и 232 женщины), основное население — мордва